# Главный концессионный комитет
Главный концессионный комитет при Совете Народных Комиссаров СССР (аббр. ГКК; Главконцесск; Главконцеском; Главконцесском) — ведомство при Правительстве СССР, занимавшееся предоставлением концессий иностранным физическим и юридическим лицам для торговой и производственной деятельности.
Главконцеском был образован постановлением Совета Народных Комиссаров СССР 21 августа 1923 года. Упразднен 14 декабря 1937 года.

## Задачи
Задачу Концессионному комитету ставил В. И. Ленин:
«На Концессионный комитет Госплана возлагается обязанность подбирать и сосредоточивать у себя подробные материалы о всех концессионных переговорах и концессионных делах РСФСР с иностранными капиталистами, ведущихся как в России, так и за границей»
При Совете народных Комиссаров Союзных Республик и при отдельных Народных Комиссариатах СССР образовывались концессионные комиссии, действующие на основании распоряжений Главконцескома. При торговых представительствах СССР за границей были учреждены концессионные комиссии, подчинявшиеся Главконцескому (например, в 1923 году были основаны концессионные комиссии при торговых представительствах в Берлине и Лондоне).
Наряду с Главконцескомом при различных ведомствах существовали и другие комитеты со схожими задачами, но они являлись вспомогательными органами и занимались подготовкой разрешения вопросов, связанных с иностранными инвестициями в Главконцескоме.
К ведению Главконцескома относилось:

а) общее руководство всем делом привлечения и допущения иностранного капитала к промышленности, к торговой и иной хозяйственной деятельности на территории СССР;
б) ведение и руководство переговорами о заключении всякого рода концессионных и иных, допускающих изъятие из общих законов, договоров;
в) рассмотрение при участии представителей заинтересованных ведомств всех проектов концессионных договоров, разработанных согласно настоящего положения, в том числе и проектов концессионных договоров на коммунальные предприятия, представляемых в Главконцеском на основании декрета СНК от 12 апреля 1923 года;
г) рассмотрение при участии Комвнуторга:
1) проектов уставов акционерных обществ, в учреждении коих принимает участие иностранный капитал;
2) проектов уставов акционерных обществ, имеющих в основе концессионный договор или содержащих изъятие из общих законов;
3) ходатайств иностранных акционерных обществ, товариществ и пр. о допущении их к операциям на территории СССР;
д) представление на утверждение СНК СССР проектов концессионных договоров, а также указанных в п. «г» уставов акционерных обществ и проектов постановлений о допущении к операциям фирм;
е) контроль над соответствующими ведомствами в области наблюдения ими за исполнением обязательств;
ж) требование от всех учреждений, к ведению которых будут относиться договоры, представления всех необходимых сведений, а также принятия мер к устранению тормозящих осуществление договоров причин и возбуждение через соответствующие органы вопросов, о расторжении договоров при обнаружении нарушения последних концессионерами.

 См. постановление СНК от 21 августа 1923 года
Главконцеском обладал монопольным правом на привлечение иностранных инвестиций в СССР. Ни одно ведомство не могло заключать договоров без ведома Главконцескома.

## Председатели, члены и сотрудники Главконцесскома

### Пятаков Георгий Леонидович
Пятаков, Георгий Леонидович был назначен председателем c 8 марта 1923 года. В соответствии с постановлением Совнаркома СССР от 10 мая 1924 года членами Главконцесскома стали: М. М. Литвинов, А. И. Догадов, И. И. Лепсе, А. А. Коростелев, Л. Б. Красин, А. Е. Минкин, П. Г. Мдивани, А. А. Горев (член президиума Госплана СССР). В сентябре 1924 года А. А. Коростелев был освобожден от работы в ГКК и вместо него был назначен А. М. Кактынь.

### Троцкий Лев Давидович
Троцкий, Лев Давидович был назначен председателем с 26 мая 1925 года При нём членами Главконцесскома стали:
- А. А. Иоффе (зам. председателя),
- А. Е. Минкин,
- Т. В. Сапронов,
- И. О. Шлейфер,
- Г. Л. Пятаков.

Кроме Иоффе 7 июля 1925 года заместителями были назначены Сапронов и Шлейфер.
Троцкий значительно расширил штат своего секретариата. В него стали входить 20 сотрудников, в том числе один помощник секретаря, один личный секретарь, два библиотекаря, 12 сотрудников для поручений, 2 курьера и референт.
Одновременно Троцкий выполнял функции члена Политбюро ЦК, члена президиума ВСНХ СССР, начальника Главэлектро ВСНХ, председателя Научно-технического отдела ВСНХ, председателя Особого совещания по качеству продукции (Оскача) ВСНХ и председателя комиссии по Днепрострою.
Всего в штате Главконцесскома на 10 декабря 1925 года было 115 штатных и 5 внештатных сотрудников. А по состоянию на 13 мая 1926 г . было 117 штатных сотрудников, в том числе членов ВКП(б) 28 человек, членов ВЛКСМ — 4 человека, беспартийных — 87 чел.
По состоянию на 13 мая 1926 года членами Главконцесскома были:
- Л. Д. Троцкий (председатель),
- А. А. Иоффе (зам. председателя),
- зам. НКИД М. М. Литвинов,
- зам. наркома внешней и внутренней торговли Б. С. Стомоняков,
- зам. пред. ВСНХ СССР Г. Л. Пятаков,
- зав. иностранным отделом ВСНХ СССР М. Г. Гуревич,
- член коллегии Наркомторга СССР А. М. Кактынь,
- член коллегии Наркомторга СССР Я. С. Ганецкий,
- член президиума, секретарь ВЦСПС А. И. Догадов,
- председатель ЦК профсоюза рабочих-металлистов, член президиума ВЦСПС И. И. Лепсе,
- член президиума Госплана СССР А. А. Горев,
- зав. отделом печати и агитпропотдела Северо-западного бюро ЦК ВКП(б), член ЦКК ВКП(б) А. И. Стецкий,
- зав. отделом Главконцесскома И. О. Шлейвер,
- зав. отделом Главконцесскома Т. В. Сапронов,
- член ЦК ВКП(б) председ. ВСНХ РСФСР С. С. Лобов,
- зам. наркома внешней и внутренней торговли Л. Б. Красин,
- бывший торгпред СССР во Франции П. Г. Мдивани,
- член коллегии Наркомфина СССР Е. А. Преображенский.

Новое решение Политбюро ЦК о составе Главконцесскома было принято 3 марта 1927 года В его состав вошли Троцкий (председатель), В. Н. Ксандров (зам председателя), Б. С. Стомоняков, К. И. Кнопинский, А. А. Иоффе, М. О. Рейхель, М. И. Скобелев. Это решение было закреплено постановленем СНК СССР 3 марта 1927 года.

### Ксандров, Владимир Николаевич
17 ноября 1927 года после многочисленных нападок на Троцкого главой Главконцесскома стал В. Н. Ксандров.

### Каменев, Лев Борисович
31 мая 1929 года постановлением СНК СССР председателем Главконцесскома был назначен Каменев, Лев Борисович. 20 сентября 1929 года был объявлен штат:
- Л. Б. Каменев (председатель)
- М. О. Рейхель (зам. председателя) — заменен П. А. Лебедевым 15 октября 1929 года.
- К. И. Кнопинский. (в августе 1930 года заменен В. А. Трифоновым)
- И. Р. Фонштейн (освобожден от обязанностей в декабре 1930 года)
- М. И. Скобелев (в июне 1930 года заменен В. П. Милютиным). Одновременно Матвей Иванович Скобелев был председателем Концессионного комитета при СНК РСФСР — с июня 1926 до 13 июня 1930 года.

В 1930 году произошло фактическое объединение Главконцесскома при СНК СССР и Концессионного комитета при СНК РСФСР (упразднен 8 января 1931 года).
21 января 1931 года членами Главконцесскома были утверждены: от Наркомвнешторга — Двойлацкий Т. М., от Наркомфина СССР — Рейхель М. О., от НКИД — Стомоняков Б. С. Зам.председателя стал Трифонов В. А.. Весь штат Главконцесскома в конце 1931 года состоял из 18 человек.

### Трифонов, Валентин Андреевич
11 октября 1932 года Каменев был освобожден от обязанностей председателя Главконцесскома и его сменил В. А. Трифонов. В 1933 году его штат был доведен до 6 человек.
29 июня 1937 года в обязанности и. о. председателя ГКК вступил З. М. Беленький (по совместительству с работой заместителем председателя Комиссии советского контроля при СНК СССР).
25 июля 1937 года он направил в 3-й отдел Главного управления госбезопасности НКВД СССР записку «О фактах антигосударственной работы Главконцесскома» и 14 декабря 1937 года СНК СССР выпустил постановление «Об упразднении Главного концессионного комитета при СНК Союза ССР». После этого контроль за концессиями осуществлял Наркомвнешторг.
На 1 января 1937 года на территории СССР оставалось лишь 5 концессий — 4 японские на Дальнем Востоке страны и одна германская «Лаборатория Лео» — производство гигиенических и косметических изделий. Последняя концессия (японская) была закрыта в 1944 году.
Все бывшие председатели Главконцесскома подверглись гонениям в годы сталинского террора, большинство были расстреляны как «враги народа».